# NSWRL 1954
Die NSWRL 1954 war die 47. Saison der New South Wales Rugby League Premiership, der ersten australischen Rugby-League-Meisterschaft. Den ersten Tabellenplatz nach Ende der regulären Saison belegten die Newtown Jets. Diese verloren im Finale 15:23 gegen die South Sydney Rabbitohs, die damit zum 15. Mal die NSWRL gewannen.

## Tabelle
|      | Team                          | Spiele | Siege | Unent. | Ndlg. | Spiel- punkte | Diff. | Tabellen- punkte |
| ---- | ----------------------------- | ------ | ----- | ------ | ----- | ------------- | ----- | ---------------- |
| 01.  | Newtown Jets                  | 18     | 15    | 2      | 1     | 439:215       | + 224 | 32               |
| 02.  | South Sydney Rabbitohs        | 18     | 14    | 1      | 3     | 473:255       | + 218 | 29               |
| 03.  | St. George Dragons            | 18     | 11    | 1      | 6     | 345:292       | + 53  | 23               |
| 04.  | North Sydney Bears            | 18     | 10    | 2      | 6     | 415:320       | + 95  | 22               |
| 05.  | Manly-Warringah Sea Eagles    | 18     | 10    | 1      | 7     | 391:343       | + 48  | 21               |
| 06.  | Balmain Tigers                | 18     | 9     | 1      | 8     | 346:345       | + 1   | 19               |
| 07.  | Western Suburbs Magpies       | 18     | 6     | 1      | 11    | 287:374       | - 87  | 13               |
| 08.  | Canterbury-Bankstown Bulldogs | 18     | 4     | 0      | 14    | 233:465       | - 232 | 8                |
| 09.  | Eastern Suburbs               | 18     | 3     | 1      | 14    | 257:493       | - 236 | 7                |
| 010. | Parramatta Eels               | 18     | 3     | 0      | 15    | 282:366       | - 84  | 6                |

## Playoffs

### Ausscheidungs/Qualifikationsplayoffs
| 28. August | St. George Dragons | 15 : 14 | North Sydney Bears | Sydney Cricket Ground, Sydney Zuschauer: 32.397 Schiedsrichter: Jack O’Brien |
| 28. August | (10:7) Bericht     |         |                    | Sydney Cricket Ground, Sydney Zuschauer: 32.397 Schiedsrichter: Jack O’Brien |

| 4. September | South Sydney Rabbitohs | 24 : 14 | Newtown Jets | Sydney Cricket Ground, Sydney Zuschauer: 38.520 Schiedsrichter: Darcy Lawler |
| 4. September | (14:14) Bericht        |         |              | Sydney Cricket Ground, Sydney Zuschauer: 38.520 Schiedsrichter: Darcy Lawler |

### Halbfinale
| 11. September | Newtown Jets  | 27 : 13 | St. George Dragons | Sydney Cricket Ground, Sydney Zuschauer: 32.303 Schiedsrichter: Darcy Lawler |
| 11. September | (9:0) Bericht |         |                    | Sydney Cricket Ground, Sydney Zuschauer: 32.303 Schiedsrichter: Darcy Lawler |

### Grand Final
| 18. September | South Sydney Rabbitohs                                                 | 23 : 15        | Newtown Jets                                                         | Sydney Cricket Ground, Sydney Zuschauer: 45.759 Schiedsrichter: Jack O’Brien |
| 18. September | Versuche: Cowie (2), Dougherty, Hawick, Moir Erhöhungen: Purcell (4/5) | (12:4) Bericht | Versuche: Narvo Erhöhungen: Clifford (1/1) Straftritte: Clifford (5) | Sydney Cricket Ground, Sydney Zuschauer: 45.759 Schiedsrichter: Jack O’Brien |

| 1  | Clive Churchill  |
| 2  | Ian Moir         |
| 3  | Martin Gallagher |
| 4  | Greg Hawick      |
| 5  | Les Brennan      |
| 6  | Johnny Dougherty |
| 7  | Ray Mason        |
| 8  | Les Cowie        |
| 9  | Jack Rayner      |
| 10 | Bernie Purcell   |
| 11 | Jim Richards     |
| 12 | Ernest Hammerton |
| 13 | Denis Donoghue   |

| 1  | Gordon Clifford |
| 2  | Kevin Considine |
| 3  | Herbert Poole   |
| 4  | Brian Clay      |
| 5  | Ray Preston     |
| 6  | Ray Kelly       |
| 7  | Bobby Whitton   |
| 8  | Peter Ryan      |
| 9  | Henry Holloway  |
| 10 | Frank Narvo     |
| 11 | Don Stait       |
| 12 | Frank Johnson   |
| 13 | Jim Evans       |